# Vincent de Beauvais
Vincent de Beauvais (hacia 1190?-1264/1267?) fue un fraile de la orden de los Dominicos célebre por haber escrito la enciclopedia Speculum Majus, muy usada en la Edad Media.

## Biografía
Se ignora prácticamente todo sobre su vida, incluyendo las fechas exactas de su nacimiento y de su muerte. Conjeturas lo sitúan primero en la Casa de los dominicos de París entre 1215 y 1220, y que posteriormente en el monasterio dominico de Beauvais en Picardía, fundado por Luis IX de Francia. Sin embargo, es más seguro que ocupara el puesto de "lector" en el monasterio de Royaumont en Oise (en la localidad actual de Asnières-sur-Oise), no lejos de París, fundado igualmente por Luis IX entre 1228 y 1235. El rey leía libros compilados por Vincent, y daba los fondos para conseguir copias de (los) autores que le pidieran. La reina Margarita, su hijo Felipe y su yerno, Teobaldo V de Champaña (Teobaldo II de Navarra), son nombrados entre los que le encargaban la composición de sus "pequeños trabajos", especialmente De Institutione Principum.
Aunque Vincent pudo haber sido convocado a Royaumont incluso antes de 1240, no hay prueba de que él haya vivido allí antes del retorno de Luis IX y su esposa de Tierra Santa, al principio del verano de 1254. Pero es evidente que de Beauvais debió haber escrito su trabajo De Eruditione Filiorum Nobilium(1246) (donde se nombra a sí mismo como "Vincentius Belvacensis, de ordine praedicatorum, qualiscumque lector in monasterio de Regali Monte"). Después de esta fecha y antes de 1260, la fecha aproximada de su Tractatus Consolatorius ocasionado por la muerte de uno de los hijos del rey ese año.
La obra más importante de Vincent de Beauvais fue Speculum Majus (Espejo Mayor), una gran compilación de los conocimientos de la Edad Media. Está formada por tres partes:  Speculum Naturale (Espejo Natural, formado por 32 libros), el Speculum Doctrinale (Espejo Doctrinal, formado por 17 libros) y el Speculum Historiale (Espejo Histórico, formado por 31 libros). Estas obras fueron reeditadas numerosas veces hasta el Renacimiento.

## Otras obras
Otras obras de Vincent de Beauvais son:
- De eruditione filiorum regalium, sobre la educación de los príncipes.
- Tractatus consolatorius de morte amici, letra dirigida al rey después de la muerte de uno de sus hijos en 1260.